# Gabriele Lux-Wellenhof
Gabriele Lux-Wellenhof (* 8. August 1952 in Bonn) ist eine deutsche Hörakustik-Meisterin, Autorin und Stifterin. Sie wurde 2021 mit dem Verdienstkreuz am Bande für ihre Verdienste zum Thema Tinnitus und Hyperakusis gewürdigt.

## Leben
Während ihrer Ausbildung zur Hörakustikerin war sie in der Universitätsklinik in Bonn tätig und dort an einer Forschungsarbeit über Tinnitus beteiligt. Seit 1972 befasste Lux-Wellenhof sich mit dem Thema Tinnitus und Hyperakusis. Sie besuchte Kliniken in den USA und England. Spezialisten auf diesem Gebiet brachten sie mit der Tinnitus-Retraining-Therapie in Berührung. Da es seinerzeit wenig professionelle Hilfe gab, gründete sie 2008 zusammen mit dem Arzt Christian Hellweg das Tinnitus Zentrum Frankfurt am Main als Anlaufstelle für Betroffene. In Zusammenarbeit mit Fachärzten und Psychologen schrieb sie ein Buch und trat zu dieser Thematik in TV-Sendungen auf.
Lux-Wellenhof meldete mehrere Geräte zum Patent an, unter anderem ein Gerät zur Behandlung von Tinnitus und Hyperakusis, ein Hörgerät/Tinnitusmasker-System sowie ein Gerät zum Unterbrechen des Schnarchens.

## Stiftung
Im Jahr 2006 gründete Lux-Wellenhof eine Stiftung, die im selben Jahr unter dem Namen „Gabriele Lux-Wellenhof Stiftung“ vom Regierungspräsidium Darmstadt anerkannt wurde. Der Stiftungszweck beinhaltet insbesondere die Förderung der Grundlagenforschung, um entscheidende Fortschritte bei der Behandlung von Tinnitus, Hyperakusis, Schwerhörigkeit und Auditive Verarbeitungs- und Wahrnehmungsstörungen zu erreichen.

## Veröffentlichungen
- Tinnitus-Retraining-Therapie (TRT): Die neue, erfolgreiche Behandlungsmethode bei Ohrgeräuschen. Hugendubel, Verlag Heinrich 2003, ISBN 978-3-7205-2003-4.
- Die Tinnitus-Retraining-Therapie als komplementärmedizinische Behandlung, mit Christian Hellweg. In: Zeitschrift für Komplementärmedizin, 2012; 4(6), S. 14–18, Georg Thieme Verlag, DOI:10.1055/s-0032-1328018

## Auszeichnungen
- Bundesverdienstkreuz am Bande, „Für ihre herausragenden Leistungen für das Gemeinwohl“[8]